# Cochylidia
Cochylidia  (лат.) — род молей из трибы Cochylini. Является родом из Голарктики (один вид известен в Неарктике, 9 видов из которого распространены в Палеарктике (6 из которых известны в Европе).

## Описание
Губные щупики хорошо развиты, второй сегмент сильно расширяется в его субтерминальной части, третий сегмент может быть виден или полностью замаскирован длинной чешуёй второго сегмента. Антенны доходят до половины передних крыльев. Переднее крыло короткое и узкое, костальный край у основания крыла немного изогнут, в остальном он 
слегка выпуклый у видов Cochylidia rupicola, Cochylidia subroseana,
Cochylidia heydeniana и Cochylidia implicitana, у других видов костальный край прямой, кончик крыла короткий. Внешний край вогнутый у вышеупомянутых видов и прямой у 
других видов. Все жилки независимые (R4 и R5, R2 и R3 слиты редко), 
таким образом, радиальные жилки сводятся к трём жилкам: R1, 
R2 + 3 и R4 + 5. Жилка R5 заканчивается на костальном краю перед кончиком крыла. Жилка CuA2 имеет начало на том же уровне, что и жилка R1. Начало крыльев светлое, варьируется от жемчужно-белой до 
светло-жёлтой охры, над которой они перекрываются 
большими неправильными жёлто-охристыми, либо жёлто-коричневыми пятнами. Коричневый рисунок разных оттенков состоит из пятна в начальной трети костального края, очевидной срединной поперечной полосой и 
гораздо более стёртой субапикальной поперечной лентой, которая 
может быть фрагментирована на несколько точек. По краям поперечной полосы у некоторых 
видов рисунок тёмно-коричневый, нет пятен свинцово-серого цвета с металлическим блеском. Бахрома 
преимущественно светло-желтого цвета.

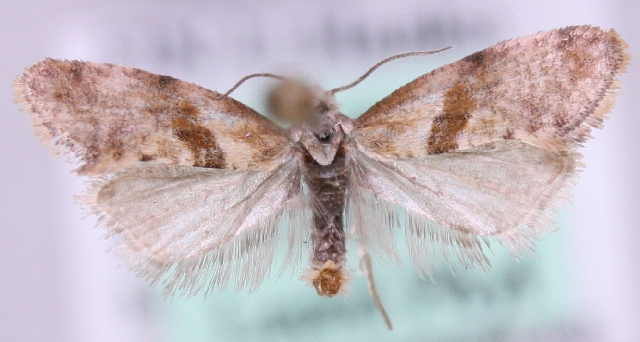
Cochylidia implicitana

Ширина заднего крыла немного больше, чем ширина выступающего переднего крыла. Жилка
Sc + R1 короткая, заканчивается в середине костального края, но часто также очень короткая или атрофированная. 
Жилки Rs и M1 длинные. Остальные 
жилки независимы. Их цвет серый 
и они варьируются от желтовато-светлых до коричневатых оттенков, 
бахрома белая с светло-серой базальной линией.

### Половой диморфизм
Половой диморфизм, как правило, немного очевиден, 
но у C. rupicola самки намного крупнее, и с 
более округлыми крыльями, и у C. moguntiana основной цвет темнее у самок и 
присутствуют серые чешуйки, наложенные на основной цвет
на гораздо более узкой территории крыла.

### Гениталии

#### Гениталии самца
Тегумен короткий и широкий, хорошо склеротизированный. Ункус
атрофирован. Стерниты маленькие, слабо склеротизированные. Винкулум крепкий, его ветви вентрально не соединяются, 
их концы острые. Вальва широкая у основания и 
в целом короткая, коста длинная, дигитиформная, с 
группой тёртых шипов на конце и потом, являясь отделённой от 
остальной части клапана, приобретает форму толстого апофиза, 
остальная часть вальвы треугольная (C. rupicola) или 
трапеция, характерная для каждого вида. Саккулус
он может быть прямым или реже вогнутым (C. heydenidana 
и C. implicitana), не имеет терминального апофиза или 
субтерминальный. Транстилла имеет широкие боковые стороны, средняя часть выступающая, толстая у большинства 
видов, но небольшой и округлый у C. heydenidana 
и C. implicitana. Юкста простая, плоская, с округлым вентральным краем. Фаллос короткий и узкий, прямой, 
с очевидным терминальным апофизом, простой коэкум, 
но у видов C. heydenidana и C. implicitana разделён надвое. Весика с роговидными отростками, образованными плоским склеритом с поверхностью, покрытой небольшими зубчатыми склеритами и группой больших зубчатых склеритов разного количества, например,
3-5 у C. rupicola и 7-20 у других видов. 
Каулис короткий.

#### Гениталии самки
Анальные сосочки нормально конформные и короткие. Апофизы 
передние и задние короткие и узкие. Тергит 
VIII короткий. Стеригма слабо склеротизирована. 
Антрум широкий, сложный, лучше всего склеротизированный 
со всех гениталий. Бурса имеет дуктус, недифференцированный с телом бурсы. Тело бурсы перепончатое, маленькое и обычно широкое, не имеет сигнума.

## Классификация

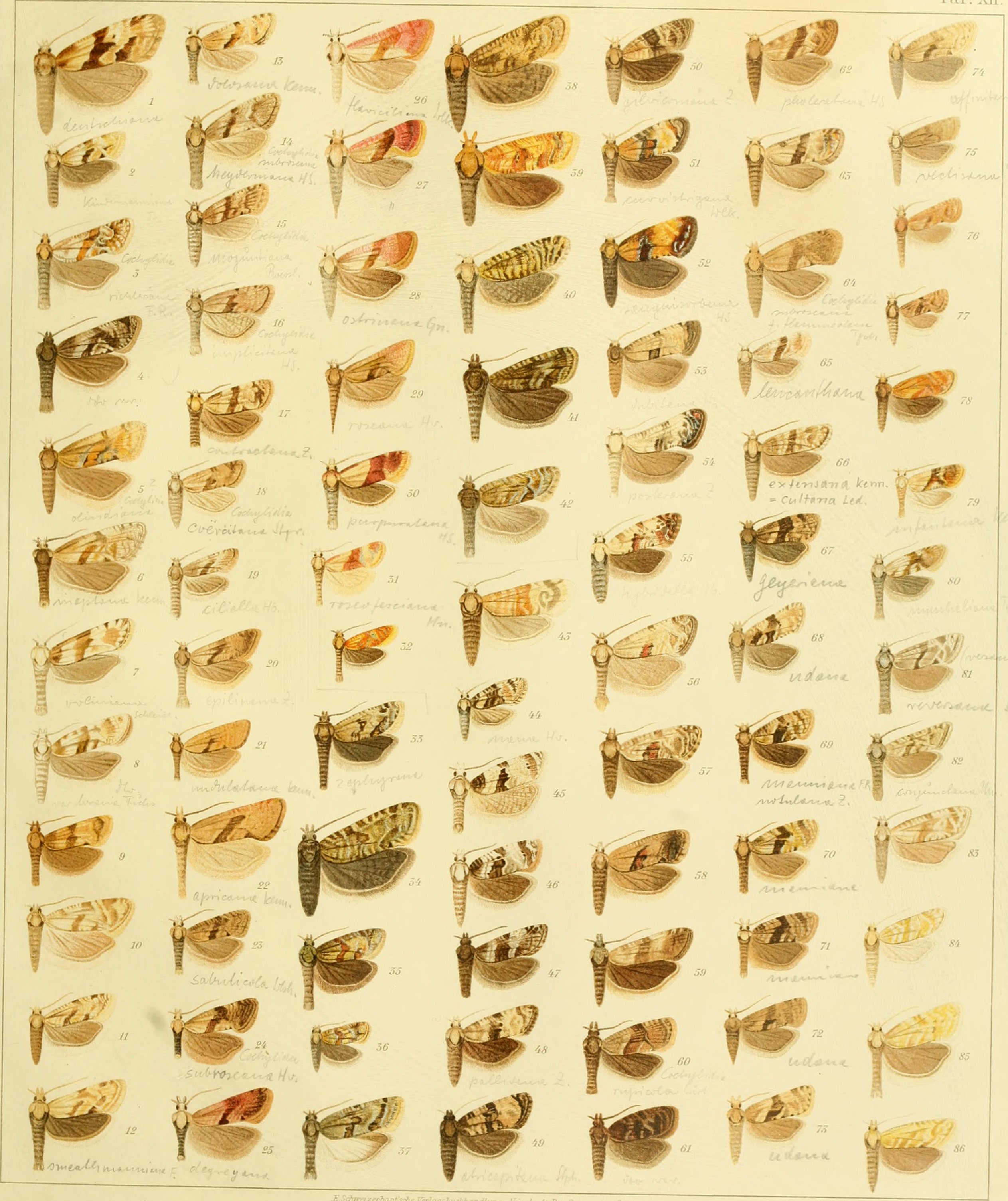
Разные Tortricidae, включая и представителей данного рода, 1908 год

Данный род включает в себя 11 видов и 28 подвидов:
- Cochylidia altivaga, Diakonoff, 1976
- Cochylidia contumescens, Meyrick, 1931
- Cochylidia heideniana, Herrich-Schaffer, 1851
  - Cochylidia heideniana almana, Kennel, 1919
  - Cochylidia heideniana amseli, Obraztsov, 1956
  - Cochylidia heideniana erigerana,
  - Cochylidia heideniana heideniana, Herrich-Schaffer, 1849
  - Cochylidia heideniana obraztsovi, Amsel, 1951
  - Cochylidia heideniana padorana,  Byun Park & Lee, 1996
  - Cochylidia heideniana pudorana, Staudinger, 1859
  - Cochylidia heideniana sabulicola, Walsingham, 1900
- Cochylidia implicitana, "Wocke, in Herrich-Schaffer", 1856
  - Cochylidia implicitana anthemidana, Stainton, 1859
  - Cochylidia implicitana coercitana, Staudinger, 1859
  - Cochylidia implicitana gratiosana, de la Harpe, 1858
  - Cochylidia implicitana noctulatana,  Agenjo, 1952
- Cochylidia liui, Sun & Li, 2012
- Cochylidia moguntiana, Rossler, 1864
  - Cochylidia moguntiana grieolana, Byun Park & Lee, 1996
  - Cochylidia moguntiana griseolana, Petersen, 1924
  - Cochylidia moguntiana trafvenfelti, Benander, 1949
- Cochylidia multispinalis, Sun & Li, 2012
- Cochylidia oblonga, Sun & Li, 2012
- Cochylidia richteriana, Fischer von Roslerstamm, 1837
  - Cochylidia richteriana ineptana, Kennel, 1901
  - Cochylidia richteriana olindiana, Snellen, 1883
  - Cochylidia richteriana xanthodryas,  Meyrick in Caradja & Meyrick, 1937
- Cochylidia rupicola, Curtis, 1834
  - Cochylidia rupicola humidana,  Herrich-Schaffer, 1847
  - Cochylidia rupicola humidana,  Herrich-Schaffer, 1851
  - Cochylidia rupicola marginana, Stephens, 1834
  - Cochylidia rupicola rupicolana, Bloomfield, 1873
- Cochylidia subroseana, Haworth, 1811
  - Cochylidia subroseana, Razowski, 1960
  - Cochylidia subroseana, Tengstrom, 1848
  - Cochylidia subroseana phaleratana, Herrich-Schaffer, 1847
  - Cochylidia subroseana phaleratana, Herrich-Schaffer, 1851
  - Cochylidia subroseana roseotincta, Razowski, 1960
  - Cochylidia subroseana rubroseana, Stephens, 1829